# Aeroportul Internațional Sharjah
Aeroportul Internațional Sharjah (IATA: SHJ, ICAO: OMSJ) este un aeroport din Sharjah, Emiratele Arabe Unite ce deservește zona Sharjah. Aeroportul a fost tranzitat în 2022 de 13.000.000 de pasageri. A fost deschis în 1 ianuarie 1977 și numit după zona deservită.
Situat la o altitudine de 33 m, aeroportul dispune de 1 pistă.

## Infrastructură

### Piste
Aeroportul dispune de o singură pistă. Pista 12/30 are suprafața de asfalt și dimensiunile 4.060 m × 60 m. 